# Давыдов, Вадим Иванович
Вадим Иванович Давыдов (настоящее имя Иван) (6 июня 1910—27 октября 1997) — театральный режиссёр

, актёр, театральный педагог, заслуженный деятель искусств РСФСР.

## Биография
Вадим Давыдов (настоящее имя Иван) родился 6 июля 1910 года.
Театральную карьеру начинал в качестве актёра в Днепропетровске в 1926 году (тогда же появился псевдоним Вадим).
В 1943 году вместе с несколькими другими днепропетровскими актёрами приехал в Саратов возрождать Театр юного зрителя. В тандеме с Ю. П. Киселёвым Давыдову удалось превратить несколько лет бездействовавший театр в один из главных культурных центров города.
В саратовском ТЮЗе режиссёр поставил такие спектакли-сказки как «Аленький цветочек», «Конёк-горбунок» и «Приключения Чиполлино». Среди ролей, сыгранных Давыдовым, Тристан в «Тристане и Изольде», Артур в «Оводе», Меркуцио в «Ромео и Джульетте». Как педагог Вадим Иванович открыл путь на сцену целому ряду известных актёров.
Летом 1968 года из-за ряда рабочих и личных разногласий Давыдов покинул ТЮЗ и Саратов и переехал в Волгоград, где второй раз в своей жизни поставил на ноги местный театр юного зрителя. Возглавлял волгоградский ТЮЗ Вадим Иванович недолго, в последовавшие годы работал в театральных кружках и студиях.
Умер 27 октября 1997 года.

## Награды
- Заслуженный артист РСФСР (1954)
- Заслуженный деятель искусств РСФСР (1961)